# Sinfonia n. 38 (Mozart)

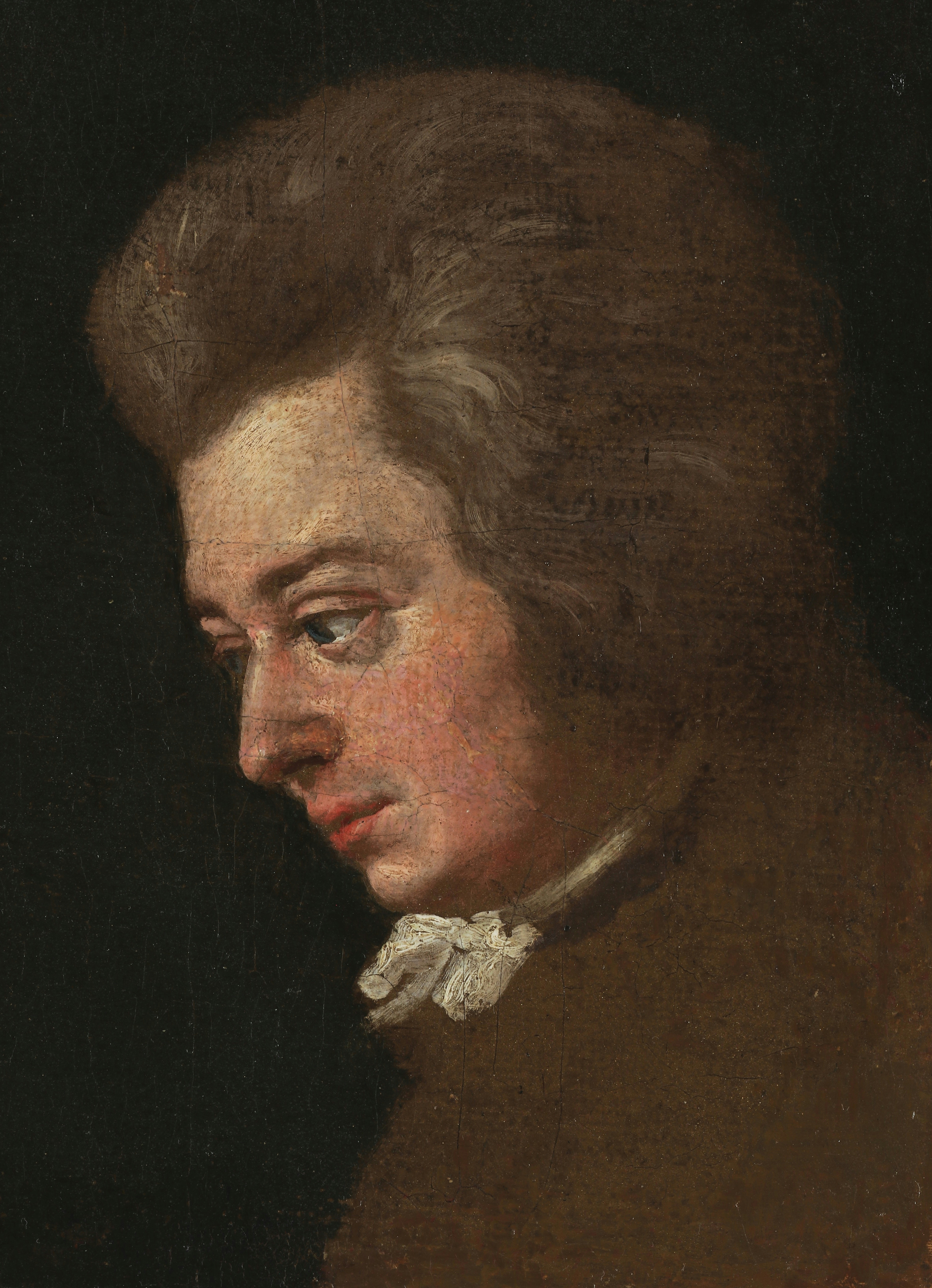
Wolfgang Amadeus Mozart ritratto nel 1783 dal cognato Joseph Lange.

La sinfonia n. 38 in Re maggiore K 504 fu composta da Wolfgang Amadeus Mozart alla fine del 1786. È anche conosciuta con il nome di sinfonia Praga perché a Praga fu eseguita per la prima volta il 19 gennaio 1787, durante la prima visita di Mozart alla città.

## Storia

### Composizione
La data di completamento della sinfonia n. 38 è nota con esattezza perché Mozart, durante gli anni della sua maturità, tenne un catalogo completo delle proprie opere, nel quale inserì questa sinfonia il 6 dicembre 1786. La partitura autografa è attualmente conservata nella Biblioteca Jagellonica di Cracovia ed è consultabile online.  Altre opere più o meno contemporanee includono il trio per pianoforte, violino e violoncello in Si bemolle K 502 (completato il 18 novembre 1786), il concerto per pianoforte n. 25 K 503 (completato il 4 dicembre 1786) e la scena e rondò per soprano e orchestra Ch'io mi scordi di te? K 505 (completata il 26 dicembre 1786).

### Mozart e Praga
Mozart, la cui popolarità a Vienna attraversava periodi di alti e bassi e dove il suo sostentamento continuava a basarsi essenzialmente su lezioni private e su accademie per sottoscrizione, fu invece costantemente popolare in Boemia ed ebbe un nutrito seguito di ammiratori a Praga. Il compositore, sull'onda del successo dell'opera Le nozze di Figaro, andata in scena il 1º maggio 1786 al Burgtheater di Vienna, fu invitato a Praga per la stagione invernale 1786-87 del Teatro degli Stati. Non è nota, tuttavia, la data esatta in cui l'opera andò in scena a Praga e nessuna menzione del suo successo è riportata dalla stampa fino all'11 dicembre 1786, cinque giorni dopo il completamento della sinfonia n. 38. È certo che le rappresentazioni praghesi de Le nozze di Figaro iniziarono prima di quella settimana, ma non c'è documentazione che confermi quando.
Nonostante il nome con cui è attualmente conosciuta, non è certo che la sinfonia sia stata composta per essere eseguita proprio nella città boema ma, anzi, è possibile che Mozart l'avesse scritta per una serie di concerti in programma a Vienna nel dicembre 1786 insieme al concerto per pianoforte n. 25 K 503, ma l'unica cosa certa è non fu suonata a Vienna prima di essere eseguita a Praga.
Una lettera di Leopold Mozart del 17 novembre 1786 dimostra che, al momento della composizione, Mozart stava progettando un viaggio in Inghilterra, che non si concretizzò mai perché Leopold non era disposto a prendersi cura dei due figli piccoli del compositore durante la sua assenza. Alcuni studiosi, quindi, suggeriscono l'idea che la sinfonia n. 38 sia stata composta pensando a una futura visita a Londra.
Il largo impiego di strumenti a fiato, invece, potrebbe indicare che la sinfonia sia stata composta appositamente per essere eseguita a Praga, in quanto i suonatori boemi di strumenti a fiato erano rinomati in tutta Europa e la stampa aveva attribuito in modo specifico il successo de Il ratto dal serraglio e de Le nozze di Figaro, in parte, al magistrale utilizzo degli strumenti a fiato. Ma è anche possibile che l'uso esteso di questi strumenti nella sinfonia n. 38 sia il risultato di esperimenti di orchestrazione che Mozart aveva messo in pratica nelle parti orchestrali dei suoi recenti concerti per pianoforte, e che queste sperimentazioni si fossero poi riflesse nelle composizioni sinfoniche.
Il critico musicale praghese Franz Xaver Niemetschek, un decennio dopo la prima esecuzione, testimoniò la duratura popolarità dell'opera: «Le sinfonie da lui composte per questa occasione sono dei veri capolavori della composizione strumentale [...] Ciò vale soprattutto per la grandiosa sinfonia in Re, che a Praga è sempre una delle preferite e che, senza dubbio, è stata eseguita centinaia di volte».

### Forma
Le sinfonie del primo classicismo erano originariamente composte da tre movimenti (uno veloce, uno lento e uno veloce), affondando le loro origini nelle ouverture italiane. A partire dalla metà del XVIII secolo divenne comune, in Germania e in Austria, includere anche un minuetto prima dell'ultimo movimento, creando così la forma veloce-lento-minuetto-veloce. Tuttavia, la sinfonia n. 38 è priva del minuetto, cosa insolita per una composizione realizzata a Vienna alla fine del Settecento. Lo stesso Mozart non scrisse mai sinfonie in tre movimenti durante gli anni della sua maturità a Vienna e ne compose pochissime anche quando era bambino negli anni '60 del XVIII secolo, periodo in cui le sinfonie in tre movimenti erano ancora molto comuni in Europa.
Nel corso degli anni vennero elaborate numerose congetture al riguardo, ma i musicologi non hanno ancora una spiegazione definitiva per l'assenza del minuetto. Il musicologo Daniel Evan Freeman suggerisce che, forse, Mozart abbia scelto la forma in tre movimenti per andare incontro ai gusti del pubblico di Praga: l'unico compositore boemo ben conosciuto dai Mozart era stato Josef Mysliveček, che avevano frequentato fra il 1770 e il 1778, e quasi tutte le sinfonie composte da Mysliveček sono in tre movimenti.

### Prima esecuzione e pubblicazione
La sinfonia n. 38 venne eseguita per la prima volta il 19 gennaio 1787 al Teatro degli Stati di Praga riscuotendo un successo strepitoso. La prima edizione fu realizzata nel 1800 dall'editore Johann André di Offenbach, che ne pubblicò le parti separate. La partitura completa fu pubblicata nel 1880 da Breitkopf & Härtel a Lipsia, che la stampò con il titolo Wolfgang Amadeus Mozarts Werke, Serie VIII, No. 38.

## Strumentazione
La partitura è scritta per un'orchestra composta da:
- Archi: violino 1° e 2°, viola, violoncello e contrabbasso.
- Fiati: due flauti, due oboi e due fagotti.
- Ottoni: due trombe in Re e due corni in Re.
- Percussioni: timpani in Re e in La.

## Struttura e analisi
La sinfonia n. 38 è composta da tre movimenti:
1. Adagio - Allegro, in Re maggiore, tempo 4/4.
2. Andante, in Sol maggiore, tempo 6/8.
3. Presto, in Re maggiore, tempo 2/4.

### Adagio - Allegro
Il monumentale primo movimento inizia con una introduzione lenta, caratteristica presente solo in altre due sinfonie composte da Mozart, la n. 36 Linz e la n. 39. L'Adagio iniziale anticipa chiaramente le atmosfere drammatiche del Don Giovanni, opera che Mozart avrebbe composto proprio per il Teatro degli Stati di Praga in quello stesso 1787. Nel successivo Allegro, in cui sei linee melodiche sono sviluppate e riprese in un esempio contrappuntistico di forma-sonata, alcuni passaggi sono simili a nuclei melodici utilizzati nell'ouverture dell'opera Il flauto magico. L'Allegro è scritto in forma di fuga e, anche in questo caso, il materiale tematico è simile a quello della fuga dell'ouverture de Il flauto magico. Di seguito, l'incipit del movimento:

### Andante
Il secondo movimento, Andante, è in Sol maggiore e in tempo 6/8. Si tratta di un movimento profondamente espressivo e di grande abilità contrappuntistica. Presenta carattere più cantabile rispetto al movimento precedente, sebbene sia costituito da poche cellule fondamentali, per certi versi simili a quelle già utilizzate nell'Allegro iniziale. Durante il movimento è presente un senso di tensione prodotto dall'alternanza di elementi sereni e di momenti oscuri in tonalità minore. Di seguito, l'incipit del movimento:

### Presto
Il terzo e ultimo movimento, Presto, riprende la tonalità iniziale di Re maggiore e l'indicazione di tempo è 2/4. In questo movimento Mozart elabora, in forma melodica, l'elemento sincopato presente nell'Allegro iniziale, ma senza creare contrasti irrisolti e l'orchestra si riunisce per introdurre una brevissima coda, terminata su un pedale di tonica. Il flauto gioca un ruolo prominente, specialmente contrappuntando la linea melodica principale nello sviluppo. Di seguito, l'incipit del movimento: